# Даргинский фольклор
Даргинский фольклор — устное словесное и музыкальное народное творчество даргинцев, одного из дагестанских народов.
Так как даргинцы исторически жили в различных вольных общинах, таких как Акуша-Дарго, Кайтаг-Дарго, Сюрга, Каба-Дарго и других, каждая этнографическая группа обладает своеобразными фольклорными мотивами. Фольклоры различных даргинских этно-групп в общем обладают тесным родством между собой.
Таким образом, на фольклоре цудахарцев сказалось их соседство с аварцами. В их фольклоре широко освещается тема Кавказской войны. Популярны такие песни как: «Бук-Магомед», «Смерть хунзахских ханов», «Убийство Гамзата», «Песня о Шамиле», которые имеют аварское происхождение.
Фольклор даргинцев из Урахи богат лирическими элементами. Среди акушинцев развит жанр прозы, который представлен притчами, анекдотами и устными рассказами. Кайтагский фольклор обладает специфичностью и этническим многообразием, что является следствием того, что в Кайтаге жили, помимо самих кайтагцев, даргинцы некоторых обществ, кумыки, терекеменцы и горские евреи.
Кубачинское народное творчество пёстро отходническими сюжетами. Это обусловлено основным занятием кубачинцев — кузнечное дело.
Даргинский фольклор включает поэтические и прозаические жанры, однако главной ролью обладает песенная лирика.
В любовных песнях зафиксирован народный идеал женщины-горянки, которой присущи такие качества как кротость, ласковость, доброта. Поэтизация горянки достигается с помощью образных сравнений, например, с солнцем, луной, дождём и прочим. Образ матери представляет мудрую советчицу или наставницу, помогающая герою песни выбраться из тяжёлой ситуации.
В фольклоре широко распространены лирических миниатюры — хабкубы (дарг. хIябкуб; хIяб — три, куб — слово), это четверо- или восьмистишья, героические миниатюры, баллады. Даргинские балладные сюжеты имеют много схожего с лакскими и аварскими. Сюжетная фабула в них следующая: необыкновенный мужественный герой погибает, одолевая врага. Частым является сюжет мести — сына за отца, сестры за брата, невесты за жениха и тому подобное.
Много внимания уделяется историческим событиям, где освещается героическая борьба горцев за свободу и независимость. Так, затрагиваются такие события как: нашествие Тамерлана, поход Надир-шаха, поход Ермолова, Кавказская война.
Среди детского фольклора особенно выделяются колыбельные песни, где раскрываются темы героизма, патриотизма и любви к родине.

## Сказки
В целом сказки разделятся на волшебные сказки, бытовые, а также сказки о животных.